# Pseudoblennius marmoratus
Pseudoblennius marmoratus är en fiskart som först beskrevs av Döderlein, 1884.  Pseudoblennius marmoratus ingår i släktet Pseudoblennius och familjen simpor. Inga underarter finns listade i Catalogue of Life.